# 不法就労
不法就労（ふほうしゅうろう）とは、就労に関する正当な地位又は許可を有していない者あるいは一定の範囲の職への就労しか認められていない者（主に外国人）が、許可を得ないまま又は限定された許可の範囲を超えて、違法な状態で就労することを指す用語である。
以下、主に日本の状況を念頭に詳述する。

## 概説
国際的な経済・社会資本の格差等を要因として、国際間の人的移動・労働力の集中（移民流入）が増加する傾向にある。そのような流入人員を受け入れる側の国の労働政策官庁・治安当局あるいは国民の中には、国内の在留外国人の増加による自国民の就労機会損失（失業増加）、あるいは文化・風俗の異なる外国人の増加による社会的摩擦・対立の増加、さらには犯罪の増加を懸念する声が一定程度存在する。国際的には、労働政策の一環として、また、治安・社会秩序維持の観点から、ほとんどの国が自国内の外国人に対して、在留許可・就労許可等による何らかの制限を課す制度を設けている。
日本もその例外でなく、永住・定住・婚姻等の「身分・地位に基づく在留許可」を得ている者は別として、通常は、通訳、外国語教師、外国料理調理師のように自国民（日本人）では人材が得難い職、あるいは外国企業の日本支社職員など、限られた範囲の職業に関し、一定程度の基準（学歴・経験・報酬額等）を満たす外国人にしか就労の許可を与えないこととなっており、それらの特殊性・必要性に乏しいとされるいわゆる単純労働のみを目的とする外国人には、許可が与えられない。
例えば中華料理店のコックには、在留資格（技能）を与えられる余地があるが、ホールや洗い場で勤務する者は、資格外活動の許可を得ている者及び、身分・地位に基づく在留資格を得ている者以外が従事すれば不法就労となる。ホールや洗い場は単純労働であるとされるためである。日本では原則として、外国人が単純労働に従事することを禁止している。

## オーバーステイと不法就労
15日以内の短期滞在を装い、パスポートのみで入国したり、観光目的などの90日以内の短期滞在査証で入国して、そのまま在留期限を過ぎても、日本に留まり就業している事例が、後を絶たない。
オーバーステイ（不法滞在）とは、正しくは不法残留者と呼ばれるが、2006年には19万3千人が日本に滞在しているとみられ、不法就労の給源となっている。
警察庁・法務省・出入国在留管理庁は、取り締まりを行い、出入国在留管理庁では「不法就労外国人対策キャンペーン」や、不法就労者の情報提供の呼びかけを行っている。

## 例外的に単純労働従事が認められる場合と、その取締り
現在、法務大臣（法務省入国管理局）の行政・政策により、外国人留学生・就学生が、アルバイトをする場合は、留学生は週28時間（教育機関の長期休業期間にあっては，1日につき8時間以内）で、就学生は1日4時間（教育機関の長期休業期間にあっては，1日につき8時間以内）までの単純労働が認められることがある。専ら聴講による研究生又は聴講生の場合には別の規定がある。
一定時間以内の従事であっても、留学生・就学生は、資格外活動の許可を法務省入国管理局から得る必要性がある。留学生・就学生の場合は包括的に、資格外活動を許可されることはなく、その都度、勤務先・報酬・労働時間などを詳細に申告して許可を得なければならない。
就学生が1日4時間を超えて勤務することが常態化したり、1社当たり4時間以内で、1日で複数の企業をかけもち勤務する例が見られる。このような行為は在留資格違反として取り締まりの対象になる。
留学生・就学生は、風俗営業又は風俗関連営業が含まれている仕事が許可されることはない。テレクラやアダルト映像に出演することも許されない。さらに風俗営業であるキャバクラの洗い場に勤務したり、パチンコ店・ソープランドで掃除をするために勤務することも許されない。
日本語学校に就学して、これを隠れ蓑として、在留資格を得て、単純労働・接客業（性風俗店・ホステス）などに従事している事例があとを絶たず、日本語学校に限ったことではないが、法務省入国管理局では就学生の出席状況を把握するため、調査を実施している。
蛇頭（＝不法就労の斡旋者・ブローカー・手配師）と共謀していた日本語学校の認可取り消しなども、認可権を持つ都道府県と連携して行っている。不法就労助長罪により、蛇頭などの斡旋者は、1年以上、10年以下の懲役刑に処せられる。
2004年から「家族滞在」の在留資格をもって在留する者については、週28時間以内の資格外活動を行うことができる包括的許可が受けられるようになった。資格外活動をするにあたって、留学生・就学生と同じく、風俗営業又は風俗関連営業が含まれている仕事には従事することは禁止されている。
大学（短期大学及び大学院を含む）を卒業した外国人が、短期滞在の資格をもって在留する者が、卒業前から引き続き就職活動を行う場合は、個別の申請に基づき週28時間以内の資格外活動の許可が受けられるようになった。

## 就労の可能な在留資格
就労可能な在留資格には、投資・経営、法律会計業務、医療・研究、教育、技術（理学、工学その他の自然科学の分野に属する技術又は知識）、人文知識・国際業務、企業内転勤、興行（プロスポーツを含む）、技能（熟練が条件）、報道・芸術がある。
これらは、一定の要件を満たせば、当然に認可されるものではなく、法務大臣の裁量により、そのときの入管行政に左右されることが多い。
また研修の在留資格により、事実上就業することもできるが、研修の在留資格は、諸外国の青壮年労働者を日本に受け入れ、1年以内の期間（一定の要件の下に2年延長可）に、日本の産業・職業上の技術・技能・知識の修得を支援することを内容とし、単純労働・接客業では認められていないが、実態は安価な外国人労働力として使用されていることが多い。特に製造業の分野で多く、この制度を利用した外国人研修生は中華人民共和国が例年、60%から80%を占める。（詳細→外国人研修制度）

## 身分・地位に基づく在留許可者の就労の自由
法務大臣（法務省入国管理局）より永住を認められた者、同じく日本人の配偶者等の査証の取得者、日系三世、インドシナ難民として定住が認められた者、国際結婚の連れ子、及び実親に対する扶養義務のない特別養子（裁判所の許可が必要）は、在留資格を得れば許可なく就労することができる。
なお国際結婚をすることと、日本人の配偶者等の査証が発給されることとは、法的には別個のものであり、国際結婚をすれば、ほぼ確実に日本人の配偶者等の査証が発給されるわけではない。不法就労のための偽装結婚防止のため、厳格に審査される。

## 不法就労と偽装結婚
在外公館にて日本人の配偶者等の査証を取得すれば、上陸時に日本人の配偶者等の在留資格を得ることが出来、身分・地位に基づく在留許可者として、公務員などになる場合を除き、許可なくほぼ自国民と、同じく就労することが認められている。
そこで、偽装結婚を目論む外国人があらわれる。
偽装結婚を斡旋する業者（手配師）が非合法に存在する。ホームレス、失業者、破産者などを対象に求人をして報酬を支払って、彼らを相手に婚姻手続きを行って、外務省の在外公館に対して「日本人の配偶者等」の「査証」の発給や、法務省入国管理局に対して「在留資格」の変更を求めることがある。外国人ホステス・性風俗店に従事する者などに需要が多い。
また業者を介さずに日本の異性の友人・知人に依頼して、婚姻手続きをして配偶者になりすまし、結婚生活の実態のない夫婦となっていることもある。このような場合の謝礼は多様であり、金員であることもあれば、恋人になることが条件であることもある。
日本の入管行政上は、結婚生活の実態のない別居夫婦には原則として、「日本人の配偶者等」としての「在留資格」を認定していない。
外国人が日本国内で「在留資格」の変更をする場合や、外務省の在外公館で「日本人の配偶者等」の「査証」を取得するために、日本人配偶者が日本国内で法務省入国管理局に対して在留資格認定書を申請すると、法務省入国管理局が、偽装結婚の有無、及び結婚生活の実態について調査をなし、任意ではあるが、自宅内のプライベート空間にまで立ち入りの同意を求められることもある。

## 単純労働締め出しの問題点
単純労働の職域にも一定程度の外国人労働者需要があり、また、許可の対象となっている職域であっても基準に満たないため許可が得られない者も少なくないという状況から、就労制限の制度を無視してでも日本での稼働を望む外国人の流入圧力あるいはこれに呼応した日本側の（合法ではない）受入れ体制などを背景として、原則就労の認められない在留資格（主に短期滞在）で入国し不法に就労（さらには期間超過して不法滞在）する者が1980年代後半から増加したほか、身元保証人があり比較的安定的と考えられていた留学生資格の外国人による失踪・不法就労事案も1990年代以降急増した。
法的には、不法就労は出入国管理及び難民認定法違反（その活動自体が薬物密売などであれば別途刑罰法令違反にも問われる）であり、原則として退去強制の対象となり、上陸拒否事由に該当し1年間再入国が認められない。不法就労者の中には、長年にわたり入国管理当局・警察等の摘発の網にかからず定着性を深める中で、日本人・正規在留外国人との婚姻、母国の政変による難民認定など「身分・地位資格」への変更を望み、あるいは地域・職域の知己・団体の支援を受け自ら出頭して、裁判の場で争うなどの運動をする者もいる。これらの運動は時折マスコミ報道で取り上げられるほか、経済界の大規模団体の中にも単純労働解禁を公式に求める意見が出てくるなど、日本社会の外国人労働者政策の情勢は変化もしつつある。

## 外国人単純労働者の需要と背景
人件費を抑制したい産業界・経営者の要請があり、低賃金労働者獲得のため、違法行為を承知で、外国人労働者を雇用するのが使用者側の動機である。
不法就労助長罪があるが、外国人に不法就労させても、最高刑が懲役3年、罰金300万円であるため、初犯では実刑判決になることはまずないといってよく、摘発されるたびに人事責任者を交代させたり、別の法人に衣替えして、繰り返し外国人を単純労働に就労させる事例がみられる。
不法就労者、オーバーステイの状態にある者（在留期限を過ぎて日本に滞在する者）、不法滞在者たちは、経営者から暴力、セクハラ行為、過酷な長時間労働・給与カットなどの不当労働行為があっても、警察署・労働基準監督署・裁判所などに訴えれば、直ちに自身が、逮捕・強制送還（退去強制）を受けるリスクを負わなければならず、泣き寝入りをすることが珍しくない。
こうした弱い立場にある労働者を雇用することは、企業・経営者にとって、メリットが大きいため、不法就労を希望する外国人や、オーバーステイの状態にある外国人を雇用することがあとを絶たない。
近年では、東京都渋谷区のチェゴヤ屋、東京都武蔵野市の佐藤ミート（佐藤精肉店）、東京都新宿区のオムニ食堂などが摘発され、マスコミに報道された。
飲食店、水商売、風俗店を中心に外国人経営者が外国人の不法就労を助長し、逮捕される例も見られる。また、これに関連し、「国籍取得を手伝う」と持ちかけて来日させ、来日者に対し「借金がある」などと理由付けをするなどして、不法就労を強要する事例もある。

## 医療保険
不法就労者・不法残留者（オーバーステイ）・不法滞在者たちは、一般的には医療保険がなく、経済的に恵まれた者はほとんど存在しないため、高額の医療費を嫌って、医療機関に通院・入院することを抑制する傾向が顕著である。このため病状が重症化したり、手遅れになることが珍しくない。
自由診療の場合は、医療保険を使用しないため、100%負担を求められると解釈する者が多いが、これは誤りである。自由診療の診療報酬は当該医療機関が自由に定めることができ、健康保険を使用した場合の200%から300%を規定している。外国人観光客などのような合法的滞在者であっても、外国人が日本の医療機関に通院・入院すれば、日本人の実質10倍の医療費を請求されることがある（日本国籍者は、現役世代並の収入がない高齢者・生活保護世帯・一部の難病や公害病、障害者の自立支援、被爆者、労働災害、一部の自治体に在住する乳幼児・小中学生などを除き原則、医療保険により30%負担であるから、300%負担の外国人は実質10倍負担となる）。
外国人の場合は、日本語会話の不自由な者が多く、意思疎通に時間を要するため、医療機関が日本人患者より、多額の医療報酬を求めることには一定の合理的な理由がある。

## 性風俗店
近隣諸国の農村地帯と、日本の賃金・物価は100倍以上違うことがある。これほど極端でなくても、大きな格差が各国の各地と存在する。
一攫千金を狙って、日本の性風俗店（デリバリーヘルス・ソープランドなど）に勤務して、短期間に高賃金を稼ぎ、母国に帰って、借金返済・起業・出店・不動産の取得などを企図して、不法就労している者もいる。
前述のように不法就労者には、一般的には医療保険や国民保険がなく、性病の感染の疑いを自身で持っても、高額の医療費を嫌って、医療機関に通院することが少ないため、ひとたび感染すると、感染源となり、顧客を通じて性感染症を蔓延させる原因となるため、衛生上から問題視されている。
売春に従事した場合は、上陸拒否事由に該当するため、再入国は非常に困難なものとなる。また、性感エステ・ピンクサロンのような類似売春行為も、これとほぼ同じ取扱いがなされている。